# 老虎证券
老虎证券（NASDAQ：TIGR）是一家互联网證券商，提供股票交易服务，總部位於新加坡。截止至2020年8月18日，公司市值为9.88亿美元。

## 介绍
老虎证券于2014年成立，是一家由华人成立的互联网券商，创始人为巫天华。该公司主要面向普通投资者及机构投资者提供美股、港股、英股、A股（沪港通/深港通）等全球主要市场的股票交易服务。同时还经营有涵盖投行、ESOP等机构业务以及资产管理和财富管理、投资者教育等多种增值服务。目前老虎证券已获得美国、新加坡、香港、澳洲、新西兰等国家和地区的78張金融牌照或资质，並在當地展開營業。

## 历史
2015年8月，老虎证券推出证券交易应用。
2019年3月20日，老虎證券在納斯達克上市。
2021年10月14日，《人民网》刊登题为《个人信息保护法施行在即，跨境互联网券商何去何从？》的文章，质疑其手机应用程序老虎证券和富途证券违规为中国内地投资者提供证券交易服务。2022年12月30日，中國證監會發佈公告稱富途與老虎證券非法向中國內地投資者展開跨境證券業務，並要求作出整改。